# Sciapus magnicaudatus
Sciapus magnicaudatus är en tvåvingeart som först beskrevs av Lamb 1922.  Sciapus magnicaudatus ingår i släktet Sciapus och familjen styltflugor.
Artens utbredningsområde är Seychellerna. Inga underarter finns listade i Catalogue of Life.